# Sokol (Magadan)
Sokol (russisch Сокол) ist eine Siedlung städtischen Typs in der Oblast Magadan (Russland) mit 3892 Einwohnern (Stand 1. Oktober 2021).

## Geographie
Die Siedlung liegt etwa 40 Kilometer Luftlinie nördlich des Oblastverwaltungszentrums Magadan, von der Stadt und von der Küste des Ochotskischen Meeres durch einen gut 1000 m hohen Bergzug getrennt. Sie befindet sich unweit des rechten Ufers des Uptar, eines linken Nebenflusses des Chassyn, der wiederum kurz vor dem Ochotskischen Meer in den Arman mündet. Nordöstlich von Sokol erhebt sich der Chassyn-Kamm (Chassynski chrebet), ein Ausläufer des Kolymagebirges, ebenfalls auf über 1000 m.
Sokol gehört wie die einige Kilometer östlich gelegene Siedlung Uptar zum Stadtkreis Magadan.

## Geschichte
Im Zusammenhang mit dem Bau des Flughafens von Magadan ab 1960 entstand in dessen unmittelbarer Nähe eine Wohnsiedlung, die am 28. Mai 1962 als Ort registriert wurde. Am 23. Juli 1964 erhielt sie den Status einer Siedlung städtischen Typs verliehen.
Der Flughafen nahm seinen Betrieb 1963 auf und wurde 1966 fertiggestellt.

### Bevölkerungsentwicklung
| Jahr | Einwohner |
| ---- | --------- |
| 1970 | 4126      |
| 1979 | 7642      |
| 1989 | 8011      |
| 2002 | 4715      |
| 2010 | 4685      |
| 2021 | 3892      |

Anmerkung: Volkszählungsdaten

## Wirtschaft und Infrastruktur
In Sokol sind verschiedene Versorgungsunternehmen und Behörden mit Bezug zum unmittelbar südwestlich der Siedlung gelegenen internationalen  Flughafen Magadan-Sokol (IATA-Code GDX, ICAO-Code UHMM) ansässig. Daneben ist der Ort mit seinen Plattenbauten vorwiegend Wohnsiedlung.
Sokol liegt an der Fernstraße R504 Kolyma, dem früheren Kolymatrakt, 1777 Kilometer von Nischni Bestjach bei Jakutsk und 49 Kilometer von Magadan. Zwischen Siedlung und Flughafen Sokol und Magadan besteht auf dieser Straße Busverbindung.
Die in den 1940er-Jahren erbaute Schmalspurbahn Magadan – Palatka, die der Straße auf weiten Strecken folgte, war zum Zeitpunkt der Entstehung der Siedlung Sokol bereits wieder stillgelegt (1956). Entlang der früheren Trasse führt eine bei Sokol von der R504 abzweigende Lokalstraße zu den flussabwärts am Uptar gelegenen ländlichen Siedlungen Molotschnaja und Splawnaja.